# Braunsia japonica
Braunsia japonica är en stekelart som först beskrevs av Watanabe 1934.  Braunsia japonica ingår i släktet Braunsia och familjen bracksteklar. Inga underarter finns listade.